# Barbara Baehr
Barbara Baehr, född 25 februari 1953 i Pforzheim, är en tysk zoolog som huvudsakligen är verksam i Australien.
Baehr blev doktor vid Eberhard Karls universitetet i Tübingen och hon gjorde sedan forskningsresor. Hon var mellan 1984 och 1998 anställd vid Zoologische Staatssammlung i München. Hon har bidragit med ett flertal publikationer om spindeldjur och andra leddjur. I dessa beskrev hon mer än 600 nya spindelarter. Hon valdes in som ledamot av Royal Society of New South Wales. Baehr är även medlem av American National Science Foundation. Året 2017 upptäckte hon spindlar som äter myror och som har könsorgan som samtidig tjänstgör som lock och nyckel.

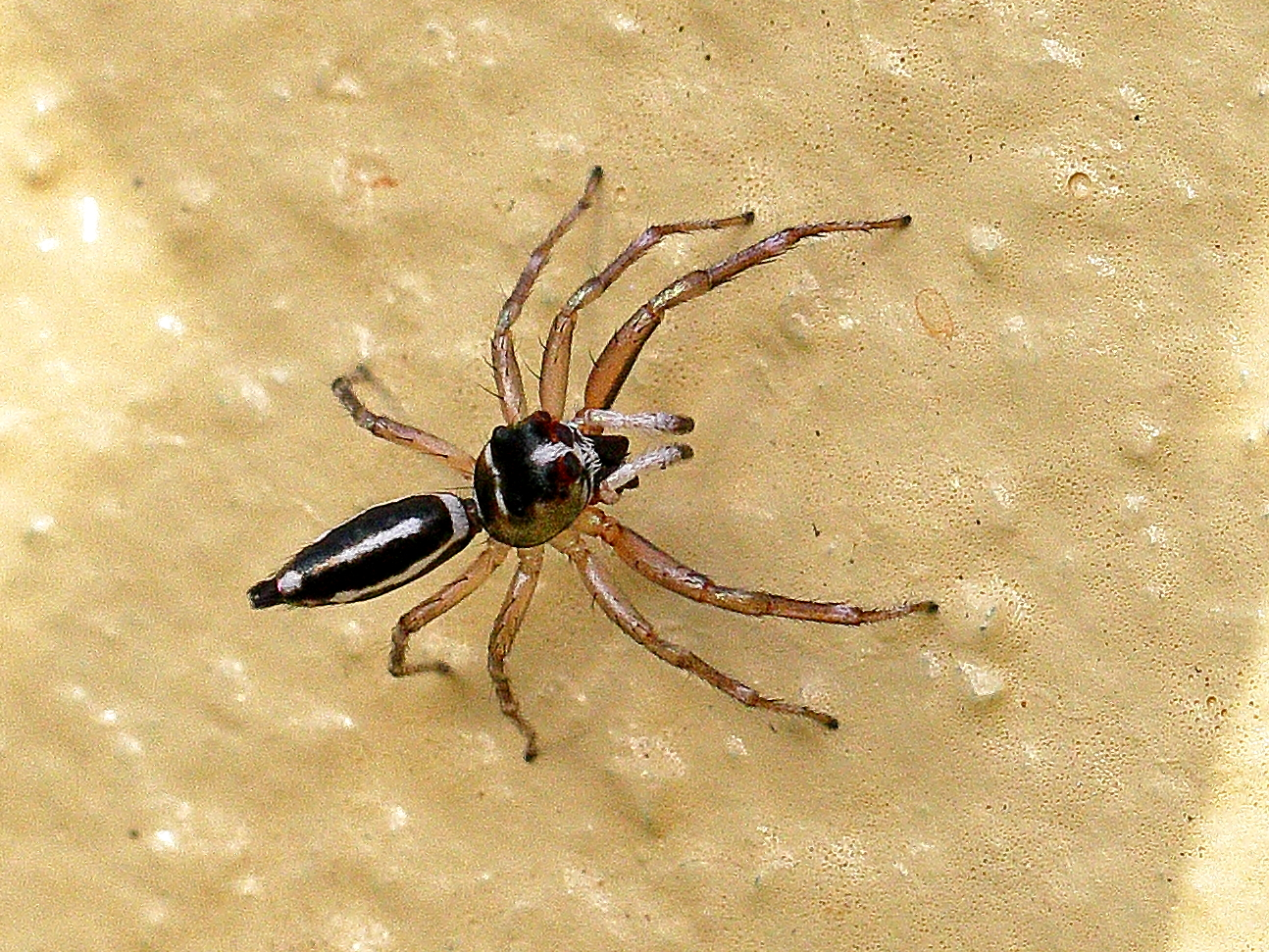
Cosmophasis baehrae (hanne), spindeln som bär Barbara Baehrs namn

Baehr hedras med artepitet av den 2012 beskriva spindeln Cosmophasis baehrae från Queensland.